# Bulletproof Wallets
Bulletproof Wallets – trzeci studyjny album amerykańskiego rapera Ghostface Killaha członka Wu-Tang Clan wydany 20 listopada 2001 roku nakładem wytwórni Epic Records.

## Lista utworów
Opracowano na podstawie źródeł.
| #  | Tytuł                        | Gościnnie                       | Producent              | Sample                                                                           | Czas |
| -- | ---------------------------- | ------------------------------- | ---------------------- | -------------------------------------------------------------------------------- | ---- |
| 1  | Intro - Stairway To Heaven   | - Raekwon                       | Ghostface Killah       | - „Stairway To Heaven” w wykonaniu The O’Jays                                    | 1:20 |
| 2  | Maxine                       | - Raekwon                       | RZA                    | - „Harlem Clavinette” w wykonaniu J.J. Johnson                                   | 3:47 |
| 3  | Flowers                      | - Method Man - Raekwon - Superb | RZA                    | - „Take Me To The Mardi Gras” w wykonaniu Bob James                              | 3:25 |
| 4  | Never Be The Same Again      | - Raekwon - Carl Thomas         | Lilz, PLX              |                                                                                  | 4:26 |
| 5  | Teddy [Skit]                 | - Superb                        | Ghostface Killah       | - „Hope That We Can Be Together Soon” w wykonaniu Harold Melvin & The Blue Notes | 1:04 |
| 6  | Theodore                     | - Trife Da God - Twiz           | Mathematics            | - „40,000 Headmen” w wykonaniu Blood, Sweat & Tears                              | 3:09 |
| 7  | Ghost Showers                | - Madame Majestic               | Chris Liggio           | - „Sunshower” w wykonaniu Dr. Buzzard's Original Savannah Band                   | 4:11 |
| 8  | Strawberry                   | - Killa Sin - RZA - GZA         | Mathematics            | - „Storm In The Summertime” w wykonaniu Davida Portera                           | 3:06 |
| 9  | The Forest                   | - Raekwon                       | The Alchemist          | - „The Wonderful World of Disney” w wykonaniu The Wonderful World of Disney      | 3:10 |
| 10 | The Juks                     | - Superb - Trife Da God         | The Alchemist          | - „Dos Amores Desiguales” w wykonaniu Chucho Avellanet                           | 4:09 |
| 11 | Walking Through The Darkness | - Tekitha                       | RZA                    | - „Across 110th Street” w wykonaniu Bobby’ego Womacka                            | 3:21 |
| 12 | Jealousy (Skit)              |                                 | RZA                    | - „Jealousy” w wykonaniu Ann Peebles                                             | 0:55 |
| 13 | The Hilton                   | - Raekwon                       | Carlos „6 July” Broady | - „Maria” w wykonaniu The Jackson 5                                              | 4:00 |
| 14 | Ice (Interlude)              |                                 | Ghostface Killah       | - „She Is My Lady” w wykonaniu Donny’ego Hathawaya                               | 1:00 |
| 15 | Love Session                 | - Ruff Endz                     | Underdawgz             |                                                                                  | 3:40 |
| 16 | Street Chemistry             | - Prodigal Sunn - Trife Da God  | RZA                    |                                                                                  | 1:55 |

## Notowania
| Kraj              | Lista                  | Pozycja |
| ----------------- | ---------------------- | ------- |
| Stany Zjednoczone | Billboard 200          | 34      |
| Stany Zjednoczone | Top R&B/Hip-Hop Albums | 2       |